# Dichelacera deliciae
Dichelacera deliciae är en tvåvingeart som beskrevs av Fiarchild och Philip 1960. Dichelacera deliciae ingår i släktet Dichelacera och familjen bromsar.
Artens utbredningsområde är Guatemala. Inga underarter finns listade i Catalogue of Life.